# Jogihalli, Hirekerur
Jogihalli là một làng thuộc tehsil Hirekerur, huyện Haveri, bang Karnataka, Ấn Độ.